# مناورات القائد المتحمس
مناورات القائد المتحمس أو (بالإنجليزية: Eager Leader Maneuvers)‏ هي مناورات عسكرية مشتركة تقام بين كل من السعودية والولايات المتحدة الأمريكية ، تأتي في إطار دعم الأمن والاستقرار في المنطقة وتعزيز التعاون العسكري بين البلدين. 

## المناورات المنفذة
- القائد المتحمس 2012 : أقيمت فعاليات المناورة في 26 أبريل 2012. [2]
- القائد المتحمس 2013 : أقيمت فعاليات المناورة في 25 أبريل 2013. [3]
- القائد المتحمس 2019: أقيمت فعاليات المناورة في 20 يوليو 2019 بمدينة الملك خالد العسكرية بالمنطقة الشمالية.[4]